# Березнянська селищна територіальна громада
Березнянська селищна громада — територіальна громада в Україні, у Чернігівському районі Чернігівської області. Адміністративний центр — селище Березна.
12 червня 2020 року Березнянська селищна громада утворена у складі Березнянської селищної, Бігацької, Локнистенської, Миколаївської та Сахнівської сільських рад Менського району..
Відповідно до постанови Верховної Ради України від 17 червня 2020 року «Про утворення та ліквідацію районів», громада увійшла до новоствореного Чернігівського району.

## Населенні пункти
До складу громади входять 17 населених пунктів: 2 селища (Березна, Домниця) та 15 сіл: Бігач, Гориця, Гребля, Гусавка, Кам'янка, Климентинівка, Локнисте, Лугове, Миколаївка, Мощне, Мурівка, Подин, Сахнівка, Святі гори, Яськове.